# 詭道克里介
詭道克里介（学名：Krithe kueitaoyei）为荊花介科克里介屬下的一个种。